# Família Este

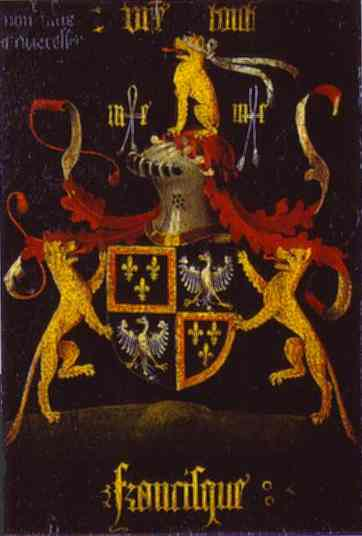
Brasão de armas de Francisco de Este. Parte posterior do Retrato de Francisco de Este por Roger van der Weyden, cerca de 1460, no Museu Metropolitano de Arte, Nova Iorque.

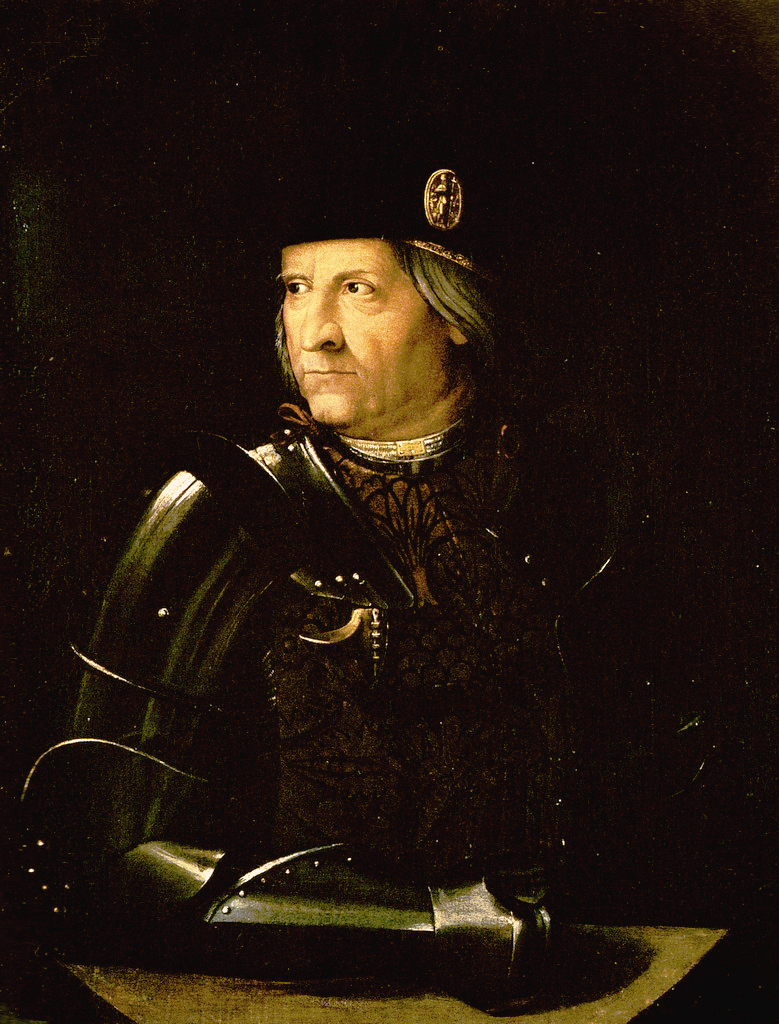
Hércules I d'Este foi um dos mais importantes patronos da Renascença italiana

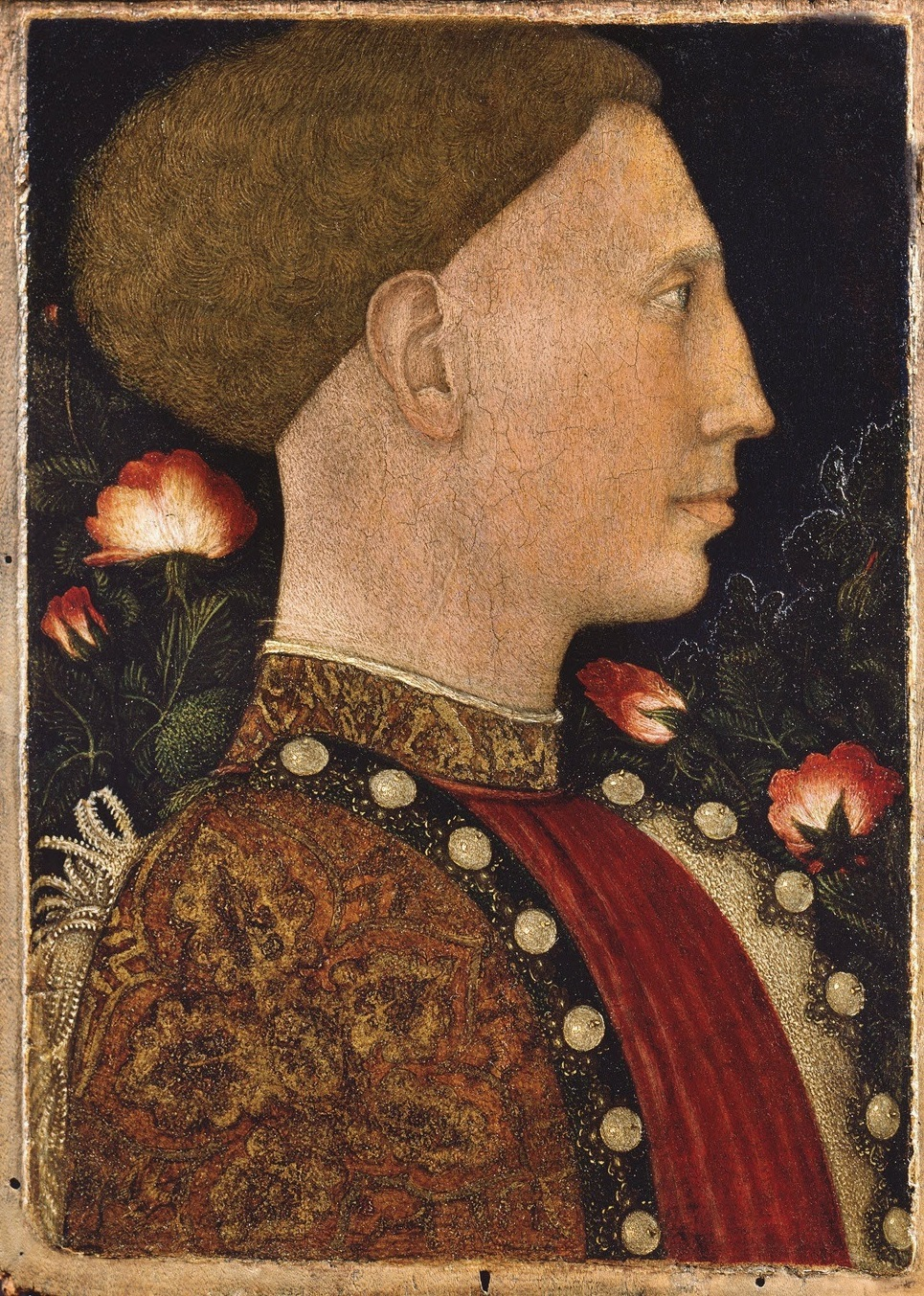
Leonel d'Este, por Pisanello, na Accademia Carrara.

Isabela d'Este, por Ticiano, no Museu de História da Arte em Viena.

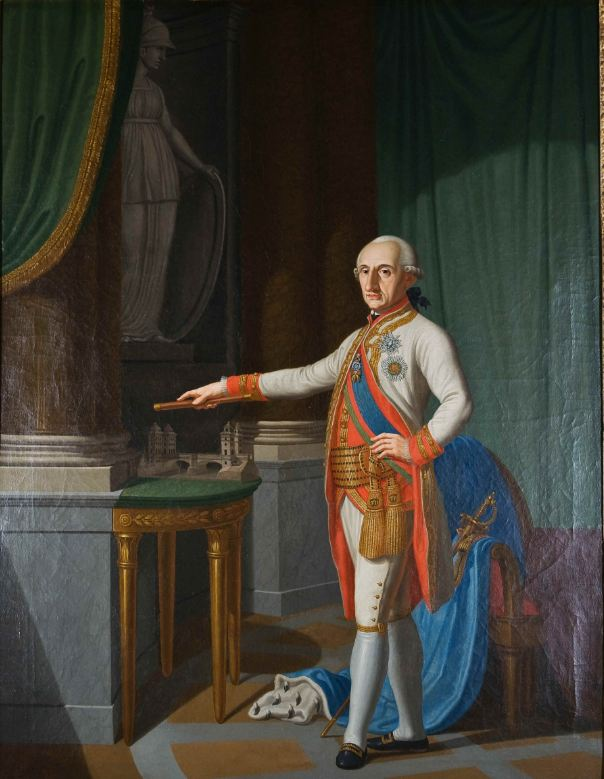
Hércules III foi o último Este na linha masculina, Duque de Módena e Régio.

A Casa de Este ou d'Este era o ramo italiano de uma importante dinastia europeia de príncipes. Foi soberana no Ducado de Ferrara (1240-1597) e no Ducado de Módena e Régio (1288-1860), além de importantes mecenas durante o Renascimento. É provável que sua origem seja lombarda. O nome de família advém do Castelo de Este, perto de Pádua.  
A família acabou por se dividir em dois ramos:
- o ramo mais velho, conhecido como Casa de Guelfo (Guelfos), instalados no Reino da Germânia;
- e o ramo mais jovem, chamado simplesmente Casa de Este, que se vieram a fixar no norte de Itália.

## Origem
Em meio as lutas entre Guelfos e Gibelinos, na Baixa Idade Média, os Este obtiveram o domínio sobre Ferrara (em 1240, data em que Azzo VII d'Este converte-se em prefeito da cidade), Módena (1288) e de Régio da Emília (1289).

## O ramo jovem, os governantes de Este
Como Ferrara era um feudo papal, os Este converteram-se em vigários papais, em 1332. Sob o reinado de Nicolau III d'Este (1384-1441), Ferrara converteu-se num centro cultural de primeira ordem. Com seus sucessores, Ferrara converteu-se em uma das mais brilhantes cortes da Europa. Em 1452 seus governantes receberam o título de Duques de Módena e Régio das mãos do imperador Frederico III, e o de Duque de Ferrara do Papa Paulo II, em 1471.  
Um dos mais renomados e poderosos duques foi Afonso d'Este (1486-1534), Duque de Ferrara desde 1505. Afonso foi um ambicioso príncipe renascentista, que forjou alianças com a França e a Espanha contra o Papado.
Esteve casado com Lucrécia Bórgia e criou em Ferrara uma esplêndida corte que atraiu famosos escritores (Ludovico Ariosto, poetas e pintores (Giovanni Bellini, Tiziano). Sua irmã Beatriz, casou com Ludovico Sforza, Duque de Milão, em 1491. Entrou primeiro na Liga de Cambrai contra Veneza (1508), e permaneceu aliado a Luís XII de França, inclusive quando o Papa Júlio II tinha firmado um acordo de paz com Veneza. O papa declarou perdidos os feudos dos Este e excomungou Afonso (1510). Módena e Régio foram perdidas. Entretanto, em 1526-1527, Afonso participou da expedição do imperador Carlos V contra o Papa Clemente VII, o qual, em 1530, havia reconhecido Afonso como possuidor dos ducados que havia dominado a família d'Este. 
Em 1597, a linha direta da família Este acabou. Ainda que o último duque, Afonso II d'Este, testamentasse em favor de seu primo César d'Este, pertencente ao ramo menor Montecchio da família, originalmente ilegítimo e só posteriormente legitimado, o Papa Clemente VIII recusou a reconhecer os direitos de César e incorporou Ferrara (feudo papal) aos Estados Pontifícios. Ainda que o imperador Rodolfo II reconhecesse os direitos de César sobre Módena e Régio, a perda de Ferrara fez com que os Este perdessem a relevância política que desfrutavam até então. Continuaram governando o Ducado de Módena e Régio até 1796, quando Napoleão Bonaparte o incorporou à República Cisalpina com a assinatura do Tratado de Campoformio.

## Áustria-Este

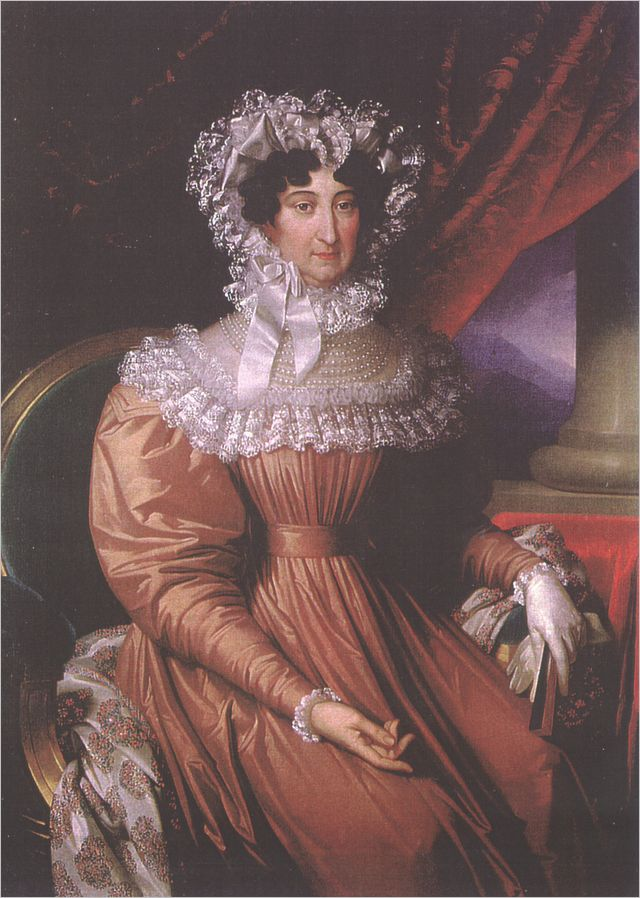
Maria Beatriz d'Este, última descendente da linhagem, Duquesa de Massa e Carrara, fundadora da Casa de Áustria-Este.

Em 1814, como parte das cláusulas do Tratado de Viena o ducado foi restaurado sob o neto do último Duque d'Este, Francisco IV, pertencente à Casa de Habsburgo, iniciando a dinastia dos Áustria-Este. 
Os Áustria-Este foram brevemente expulsos em 1831 e 1848, mas retornaram rapidamente. Como consequência da guerra franco-piemontesa contra a Áustria, em 1859, o duque Francisco V de Módena foi forçado a abandonar seu ducado, desta vez permanentemente. Em dezembro de 1859, o Ducado de Módena e Régio se uniu ao Grão-Ducado da Toscana e ao Ducado de Parma e Placência para constituir as Províncias Unidas da Itália Central, que foram, mais tarde, anexadas ao Reino de Sardenha, em 1860, como parte do processo de unificação italiana.  
Com a morte do último duque, Francisco V, em 1875, a titulação da Casa d'Este passou, por sucessão testamentária, ao príncipe imperial, o arquiduque Francisco Fernando, futuro herdeiro presuntivo do trono do Império Austro-Húngaro.

## Relações familiares
O ramo mais antigo produziu:
- duques da Baviera (1070–1139, 1156–1180);
- duques da Saxônia (1138–1139, 1142–1180);
- um rei da Germânia (1198–1218); [necessário esclarecer]
- duques de Brunsvique-Luneburgo (1208–1918);
- reis de Hanôver (1815–1866); e
- monarcas do Reino Unido (1714–1901).

O ramo mais jovem incluiu os governantes do Ducado de Ferrara (1240–1597), e do Ducado de Módena e Régio (1288–1796).
A origens da família, provavelmente de nobreza franca, datam da época de Carlos Magno, no começo do século IX, quando se estabeleceram na Lombardia. Os primeiros membros da família construíram um castelo em Este, perto de Pádua e tomaram seu nome daquela região. 
A cidade de Ferrara se tornou um grande centro cultural italiano quando do governo de Nicolau III d'Este (1384–1441), que recebeu vários papas, especialmente o papa Eugênio IV, que organizou lá um concílio em 1438, mais tarde conhecido como Concílio de Florença .
Com Hércules I d'Este (Ercole I) (1431–1505), um dos mais importantes patronos das artes no final do século XV e começo do século XVI, Ferrara tornou-se um grande centro cultural, reconhecido especialmente pela música (Josquin Des Prez, Jacob Obrecht, Antoine Brumel). O sucessor de Hércules I foi seu filho, Afonso II d´Este (1476–1534), terceiro marido de Lucrécia Bórgia e patrono de Ariosto.
Embora tenha elevado a glória de Ferrara a seu ápice e tenha sido o patrono de Torquato Tasso e Giovanni Battista Guarini, favorecendo as artes e as ciências, como todos em sua família, a linha sucessória legítima terminou com ele em 1597. O imperador Rodolfo II reconheceu como herdeiro seu primo César d'Este (1533-1628). Ferrara, por sua vez, foi anexada em 1598 pelo papa Clemente VIII e foi incorporada aos Estados Pontifícios.

## Representação actual
Em 1771, o casamento de Maria Beatriz d'Este, filha herdeira de Hércules III d'Este, Duque de Módena e Régio, e de Maria Teresa Cybo-Malaspina, Ducado de Massa e Carrara, com o arquiduque Fernando Carlos, quarto filho da arquiduquesa Maria Teresa de Áustria, fez com que a herança dos Este fosse transmitida a um novo ramo, os Áustria-Este (Habsburgo-Este).
O actual representante, que carrega a tradição, e o título de Arquiduque de Áustria-Este é o filho mais velho do arquiduque Roberto da Áustria-Este, o arquiduque Lorenz da Áustria-Este, casado com a princesa Astrid da Bélgica, filha do rei Alberto II.

## Armorial
As armas originais da família Este eram: de azul, uma águia de prata armada e coroada de ouro.
Gradualmente, estas armas foram acrescidas de novos elementos, consoante a família foi ganhando importância, com a aquisição de novos feudos (Ferrara, Módena e Régio da Emília) e novas honras e cargos (gonfaloneiro da Santa Sé).
O último brasão da galeria seguinte, representa as armas do ramo Habsburgo-Este, actuais representantes da herança dos Este.

Brasão da família Este de 1239 a 1431
Brasão da família Este de 1431 a 1452
Brasão da família Este de 1452 a 1471
Brasão da família Este em 1471
Brasão da família Este de 1471 a 1535
Brasão da família Este de 1535 a 1727
Brasão da família Este de 1727 a 1803
Brasão da família Habsburgo-Este (1803)

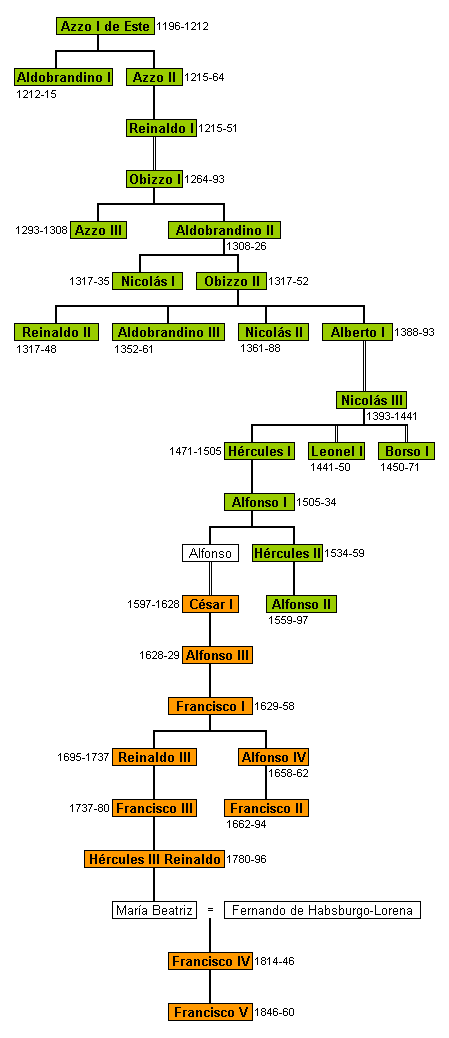
Árvore genealógica da Casa de Este e da Áustria-Este. Em verde há os marqueses e logo depois duques de Módena e Ferrara, já em vermelho os duques de Módena.

Brasão da família Habsburgo-Este (1814)